# Caatingavireo
Caatingavireo (Hylophilus amaurocephalus) är en fågel i familjen vireor inom ordningen tättingar.

## Utseende och läte
Caatingavireon är en liten och grön tätting. Noterbart är kanelbrun hjässa som kontrasterar med ett streckat grått ansikte, ljus strupe, olivgrön ovansida och ljusare undersida. Arten liknar rostkronad vireo men har framför allt grå, ej mörka ögon. Sången består av ett långsamt och upprepat "tchui-tchui-tchui".

## Utbredning och systematik
Fågeln förekommer i låglänta områden i östra Brasilien (Piauí och Ceará till nordligaste São Paulo). Den behandlas som monotypisk, det vill säga att den inte delas in i några underarter.

## Levnadssätt
Caatingavireon hittas i skogar, skogsområden och buskmarker. Där slår den ofta följe med kringvandrande artblandade flockar.
Υ

## Status
Arten har ett stort utbredningsområde och beståndet anses vara stabilt. Internationella naturvårdsunionen IUCN listar den därför som livskraftig (LC).

## Namn
Caatinga är ett biom i nordöstra Brasilien. Namnet betyder vit skog, från det landskap som uppstår under torrtiden då växterna förlorar sina blad och blir torra och vitaktiga.